# Eva Lindblad
Karin Eva Kristina Lindblad, född den 7 maj 1961, är en svensk före detta triathlet som var aktiv för Ystadspolisens IF och Karlstad Göta i åren fram till 1988.
Hon vann RM[när?] i triathlon för Ystadspolisens och då triathlon blev officiell SM-gren 1987 första året hon tävlade för Göta. Det blev SM-guld på medeldistans såväl 1987 som 1988– och förstnämnda år kom hennes främsta internationella framgångar med dubbla EM-brons i lag på både kort- och medeldistans. Hon deltog i Ironman EM i triathlon 1986 med tiden 11.06:46. Hennes bästa tid på Ironman-distansen är 10.50:18 satt i Jorois 1987.